# 1918 en santé et médecine
| Années de la santé et de la médecine : 1915 - 1916 - 1917 - 1918 - 1919 - 1920 - 1921    |
| Décennies de la santé et de la médecine : 1880 - 1890 - 1900 - 1910 - 1920 - 1930 - 1940 |

Cet article présente les faits marquants de l'année 1918 en santé et médecine.

## Événements
- Pandémie de grippe dite « espagnole » :
  - septembre : aux États-Unis, dans la région de Boston, le virus de la grippe devient mortel ;
  - début octobre : l'ensemble du continent nord-américain est touché ;
  - milieu octobre : le virus a atteint la France (Paris, le 8), il touche l'Allemagne puis l'Angleterre ;
  - fin octobre : il se propage en Espagne, en Italie et dans les pays limitrophes ;
  - novembre : il gagne l'Afrique, l'Amérique du Sud, les Indes, la Russie, la Chine, l'Océanie ;
  - décembre : pic de mortalité ;
  - janvier 1919 : derniers pays touchés.
- 1er novembre : ouverture de l'École de médecine de Dakar[1].

## Naissances
Janvier
- 23 janvier : Gertrude Elion (morte en 1999), pharmacologue et biochimiste américaine, lauréate du prix Nobel de médecine en 1988 avec James Black et George Hitchings  « pour leurs découvertes de principes importants dans le traitement médicamenteux ».

Février
- 7 février : Ruth Sager (morte en 1997), généticienne américaine.
- 26 février : Otis Bowen (mort en 2013), médecin et homme politique américain.

Mars
- 3 mars : Arthur Kornberg (mort en 2007), médecin et biochimiste américain, lauréat du prix Nobel de médecine en 1959 avec Severo Ochoa « pour la découverte du mécanisme biologique de la synthèse de l'ADN ».
- 4 mars : Jeanne Reybaud (morte en 2006), médecin française, précurseure dans le domaine de la médecine esthétique.
- 5 mars : John Billings (mort en 2007), médecin australien, inventeur de la méthode de planification familiale naturelle connue sous le nom de méthode Billings.
- 11 mars : Pierre Marty (mort en 1993), psychiatre et psychanalyste français, connu pour ses contributions à la psychosomatique.

Avril
- 6 avril : René Diatkine (mort en 1997), psychiatre et psychanalyste français d'origine biélorusse.
- 26 avril : Mohamed Seghir Nekkache (mort en 2010), médecin algérien, premier ministre de la Santé de l'Algérie indépendante.

Mai
- 3 mai : Robert Barone (mort en 2014), vétérinaire anatomiste français.
- 10 mai : Thomas Berry Brazelton, pédiatre américain.
- 13 mai : Anne Spoerry (morte en 1999), femme médecin française.
- 20 mai : Edward Lewis (mort en 2004), généticien américain, lauréat du prix Nobel de médecine en 1995 avec Christiane Nüsslein-Volhard et Eric F. Wieschaus « pour leurs travaux sur le contrôle génétique du développement précoce de l'embryon ».
- 28 mai : Évelyne Kestemberg (morte en 1989), psychanalyste française.

Juin
- 6 juin : Edwin G. Krebs (mort en 2009), biochimiste américain, lauréat du prix Nobel de médecine en 1992 avec Edmond Fischer « pour leur découverte de la phosphorylation réversible des protéines ».
- 22 juin : Cicely Saunders (morte en 2005), infirmière, médecin et écrivain britannique.

Juillet
- 12 juillet : William Howard Feindel (mort en 2014), neurologue et neurochirurgien québécois.
- 15 juillet : Brenda Milner, neuropsychologue britannique.
- 31 juillet : Paul D. Boyer, biochimiste américain, lauréat en 1997 avec John Ernest Walker de la moitié du prix Nobel de chimie « pour l'élucidation des mécanismes enzymatiques sous-jacents à la synthèse de l'adénosine triphosphate (ATP) ».

Août
- 3 août : Sidney Gottlieb (mort en 1999), médecin militaire, psychiatre et chimiste américain.
- 13 août : Frederick Sanger (mort en 2013), biochimiste britannique, lauréat du prix Nobel de chimie en 1958 « pour son travail sur la structure des protéines, particulièrement celle de l'insuline » et en 1980 avec Walter Gilbert « pour leurs contributions à la détermination des séquences de base dans les acides nucléiques ».
- 12 août : Suzanne Képès (morte en 2005), gynécologue et militante féministe française.
- 18 août : George Goodheart (mort en 2008), chiropracteur américain.

Septembre
- 2 septembre : Elio Augusto Di Carlo (mort en 1998), médecin, ornithologue, naturaliste et historien italien.
- 4 septembre : Edwin Homer Ellison (mort en 1970), chirurgien américain.
- 6 septembre : Denise Braunschweig (morte en 1998), pédopsychiatre et psychanalyste française.
- 19 septembre : Hubert Chantrenne (mort en 2007), biologiste belge, pionnier de la biologie moléculaire.
- 22 septembre : Hans Scholl (exécuté en 1943), édudiant en médecine, résistant allemand au nazisme, membre de La Rose blanche.

Octobre
- 1er octobre : Govindappa Venkataswamy (mort en 2006), chirurgien ophtamologiste indien.
- 6 octobre : Julien Barry (mort en 2004), neuroendocrinologue français.
- 8 octobre : Jens Christian Skou, médecin et biophysicien danois, lauréat de la moitié du prix Nobel de chimie en 1997 « pour la première mise en évidence d'une enzyme transporteuse d'ions Na+/K+-ATPase.
- 22 octobre : Pol Henry (mort en 1988), médecin belge, promoteur de la gemmothérapie.
- 25 octobre : David Ausubel (mort en 2008), psychologue et psychiatre américain.
- 26 octobre : Maurice Cornette (mort en 1983), vétérinaire et homme politique français.
- 31 octobre : Ian Stevenson (mort en 2007), psychiatre américain.

Novembre
- 1er novembre : Frédérick Leboyer, gynécologue et obstétricien français.
- 16 novembre : Antoni Kępiński (mort en 1972), psychiatre polonais.

Décembre
- 4 décembre : Robert Ettinger (mort (« cryogéné ») en 2011), promoteur de la cryogénisation.
- 18 décembre : Jerzy Tabeau (mort en 2002), étudiant en médecine polonais (devenu cardiologue), résistant, déporté, auteur de l'un des rapports d'Auschwitz.
- 20 décembre : Mutsuro Nakazono (mort en 1994), acupuncteur et praticien de la médecine traditionnelle japonaise.

Date inconnue
- Karl Babor (mort en 1964), médecin SS.
- Max-Henri Béguin (mort en 2000), pédiatre et militant pacifiste suisse.
- Florian Delbarre (mort en 1981), médecin français.
- Michel Gressot (mort en 1975), psychanalyste suisse.
- Harold Searles, psychanalyste américain.
- Ronald Vernon Southcott (mort en 1998), médecin militaire et naturaliste australien.

## Décès
Janvier
- 26 janvier : Ludwig Edinger (né en 1855), anatomiste et neurologue allemand.
- 26 janvier : Ewald Hering (né en 1834), physiologiste prussien.
- 27 janvier : Philippe Gaucher (né en 1854), médecin français.

Février
- 2 février : Émile Yung (né en 1854), biologiste suisse, spécialiste du développement animal.
- 28 février : Alexandre Baréty (né en 1844), médecin, historien et homme politique français.

Mars
- 6 mars : Placide Astier (né en 1856), pharmacien et homme politique français.
- 11 mars : François Merry Delabost (né en 1836), médecin et chirurgien français.
- 18 mars : Joseph Deniker (né en 1852), naturaliste et anthropologue français, auteur d'une classification des « races » européennes.
- 22 mars : Pierre Bonnier (né en 1861), neurologue, psychiatre et otologue français.

Avril
- 20 avril : Nadejda Souslova (née en 1843), gynécologue russe.
- 23 avril : Nicolas Achucarro (né en 1880), médecin, histologiste et neuropathologiste espagnol.
- 27 avril : Oscar Troplowitz (né en 1863), pharmacologue allemand.
- 29 avril : Richard Kandt (né en 1867), médecin et explorateur allemand.

Mai
- Carlo Forlanini (né en 1847), médecin italien, inventeur du pneumothorax thérapeutique.

Juin
- 13 juin : Samuel Pozzi (né en 1846), médecin, chirurgien et anthropologue français.

Août
- 22 août : Korbinian Brodmann (né en 1868), neurologue et neurophysiologiste allemand.

Septembre
- 9 septembre : Marianne Cope (née en 1838), religieuse américaine, supérieure de l'hôpital de Syracuse, fondatrice de celui de l'île Maui.
- 13 septembre : Maurice Jeannel (né en 1850), médecin français.

Octobre
- 4 octobre : Gustave-Adolphe Turcotte (né en 1848), médecin et homme politique canadien.
- 29 octobre : Minik Wallace (né vers 1890), Inuit amené du Groenland en 1897 par Robert Peary pour être étudié par le musée d'histoire naturelle de New York.

Novembre
- 4 novembre : Paul Charles Dubois (né en 1848), neurologue, neuropathologiste et psychothérapeute suisse.
- 4 novembre : James Jackson Putnam (né en 1846), neurologue américain.
- 11 novembre : Victor Adler (né en 1852), médecin et homme politique autrichien.
- 11 novembre : Herman David Weber (né en 1823), médecin allemand.

Décembre
- 3 décembre : Étienne Destot (né en 1864), radiologue et anatomiste français.
- 6 décembre : Alexandre Dianine (né en 1851), chimiste russe, découvreur du bisphénol.
- 12 décembre : Richard Wolfgang Semon (né en 1859), zoologue allemand, partisan de l'hérédité des caractères acquis.
- 13 décembre : André Corvington (né en 1877), médecin et escrimeur olympique franco-haïtien.
- 23 décembre : Gustave Chopinet (né en 1847), médecin et homme politique français.

Date inconnue
- Gustave de Closmadeuc (né en 1828), chirurgien et archéologue français.
- Henry Maudsley (né en 1835), psychiatre britannique.
- Emmanuel Persillier-Lachapelle (né en 1845), médecin québécois.